# Нюстад, Клаудия
Клаудия Нюстад (нем. Claudia Nystad, в девичестве Кюнцель, 1 февраля 1978, Чопау) — немецкая лыжница, двукратная олимпийская чемпионка, чемпионка мира. Участвовала в четырёх зимних Олимпийских играх, в 2002 году в Солт-Лейк-Сити выиграла золотую медаль (эстафета), в 2006 году взяла две серебряных медали в Турине (эстафета и индивидуальная гонка), в 2010 году в Ванкувере получила золото (командный спринт) и серебро (эстафета), в 2014 году в Сочи завоевала бронзу в эстафете.
В сборной Германии — с 1996 по 2010 годы и с 2013 года.
Нюстад выиграла пять медалей на чемпионатах мира — одно золото и 4 серебра. Двадцать один раз становилась призёркой этапов Кубка мира: два раза приходила первой, шесть раз второй и тринадцать раз третьей. 11 января 2004 года на этапе Кубка мира в Отепя в масс-старте на 15 км одержала драматичную победу над эстонкой Кристиной Шмигун, опередив соперницу всего на 0,9 секунды.
С 27 июня 2005 года замужем за норвежцем Трондом Нюстадом, бывшим тренером сборной США по лыжным гонкам. Летом 2007 года пожертвовала свою золотую медаль, выигранную на Олимпиаде в Солт-Лейк-Сити, благотворительному фонду «Гензель и Гретель Архивная копия от 8 марта 2010 на Wayback Machine», который помогает детям, подвергшимся жестокому обращению со стороны родителей. Вне спорта является солдатом Бундесвера.
После сезона 2009/10 завершила карьеру, но в 2013 году объявила о возвращении в большой спорт с тем, чтобы попытаться отобраться на зимние Олимпийские игры 2014 года в Сочи.